# بروتين رابط للجلوبين المناعي
البروتين الرابط للجلوبين المناعي (بالإنجليزية: Binding immunoglobulin protein)‏ ويُعرف اختصارًا BiP، هو بروتين يُشفر في الإنسان بواسطة جين HSPA5.

## الوظيفة
BIP يساعد على الالتفاف والانطواء بشكل صحيح لسلسلة عديدة الببتيد.

## وصلات خارجية
- HSPA5+protein,+human في المكتبة الوطنية الأمريكية للطب نظام فهرسة المواضيع الطبية (MeSH).